# Angerstein (Nörten-Hardenberg)
Angerstein ist ein Ortsteil des Fleckens Nörten-Hardenberg im Landkreis Northeim. Angerstein liegt in Südniedersachsen zwischen den Städten Göttingen und Northeim im Leinetal.

## Geschichte
Im Jahre 1139 wurde der Name in einer Urkunde des Bischofs Adalbert II. von Mainz erwähnt. Im Mittelalter herrschten hier die Herren von Plesse, seit Ludwig I. dann die Landgrafen von Hessen. Zu den weiteren Besitzverhältnissen zeigt sich, dass das Stift Gandersheim in Angerstein, seit frühester Zeit, ein Vorwerk mit 4 Hufen Landes innehatte. Später fand sich jener Anteil Gandersheims in den Hände der Herren von Plesse wieder, nachdem die Äbtissin Margaretha des Klosters Marienstein, eine geborene von Plesse, es ihnen übertragen hatte. Weiterhin besaß das Nörtener Petersstift eine Kommende vor Ort, welches es von Gandersheim zum Lehen empfangen hatte. 1236 ging eine Hufe Landes, das dem Bistum Mainz gehörte, in den Besitz des Klosters Marienstein über, eine weitere konnte das Kloster 1252 als Eigentum an sich ziehen.
Am 1. März 1974 wurde Angerstein in den Flecken Nörten-Hardenberg eingegliedert.

## Politik
Der Ortsrat in Angerstein setzt sich aus 11 Ratsfrauen und Ratsherren zusammen. Bei der Kommunalwahl 2021 ergab sich folgendes Ergebnis und folgende Sitzverteilung:
- SPD: 8
- FBL: 2
- CDU: 1

## Wirtschaft und Infrastruktur
In Angerstein befinden sich eine Kinderkrippe, ein Kindergarten und eine Grundschule. Im Ort gibt es mehrere Handwerksbetriebe sowie einen Friedhof.
In Ortsnähe verlaufen die Hannöversche Südbahn mit dem nächsten Bahnhof in Nörten-Hardenberg (Fernverkehrshalt in Göttingen); die Bundesautobahn 7 mit Anschlussstelle in Nörten-Hardenberg, die Bundesstraße 3 als kurze Verbindung nach Göttingen und Northeim, und die Bundesstraße 446 in Ost-West-Richtung als Weg in den Harz und den Solling.

## Kultur

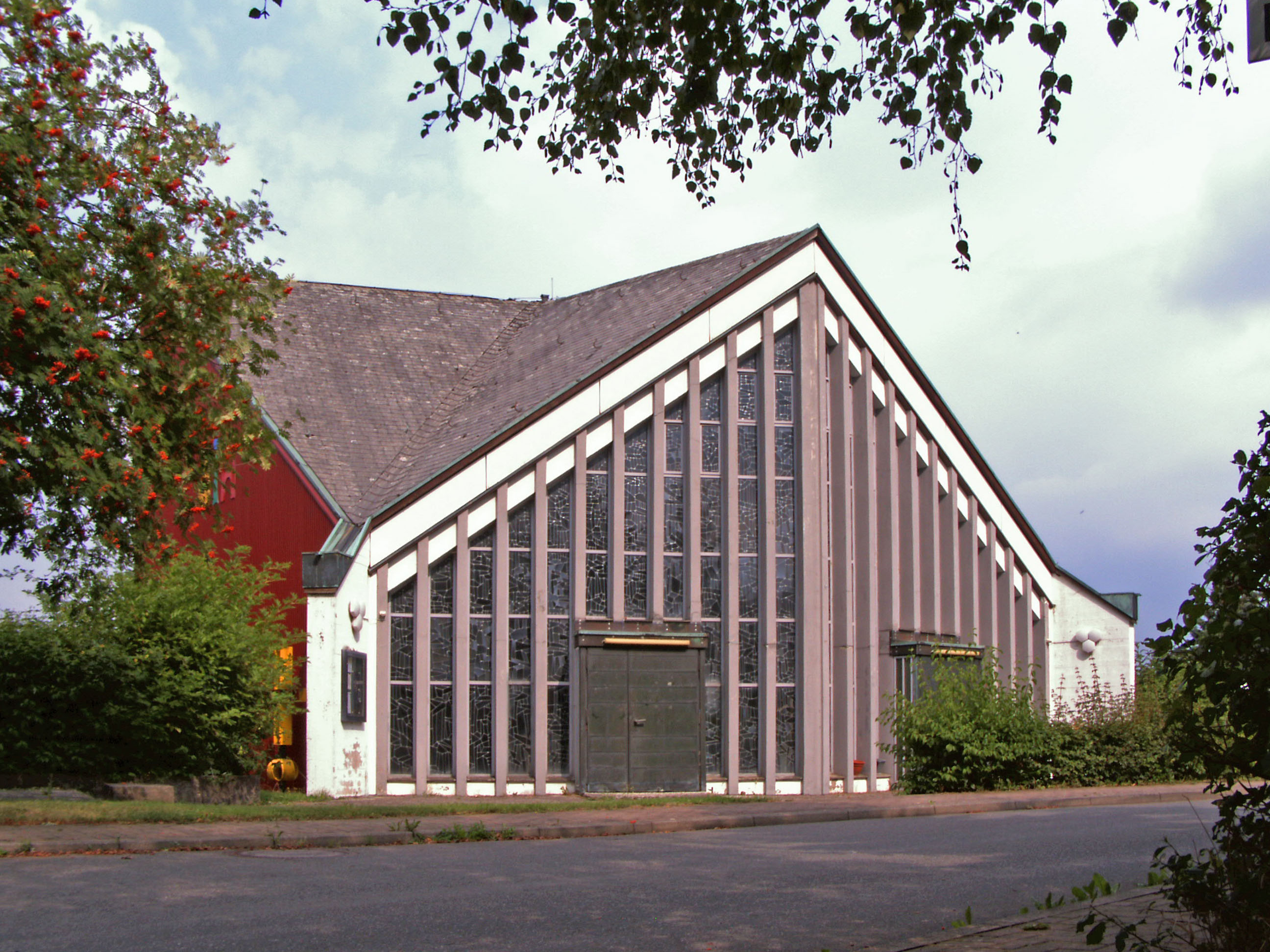
Jugendkulturzentrum

Im Ort gibt es viele Vereine sowie ein Dorfgemeinschaftshaus. Das Jugendkulturzentrum der Jugendinitiative Angerstein e. V. (JiA) ist eine ehemalige Kirche, die das Bistum Hildesheim ihr 2003 auf Erbpachtbasis zur Verfügung stellte (siehe auch „Religionen“).

## Religionen

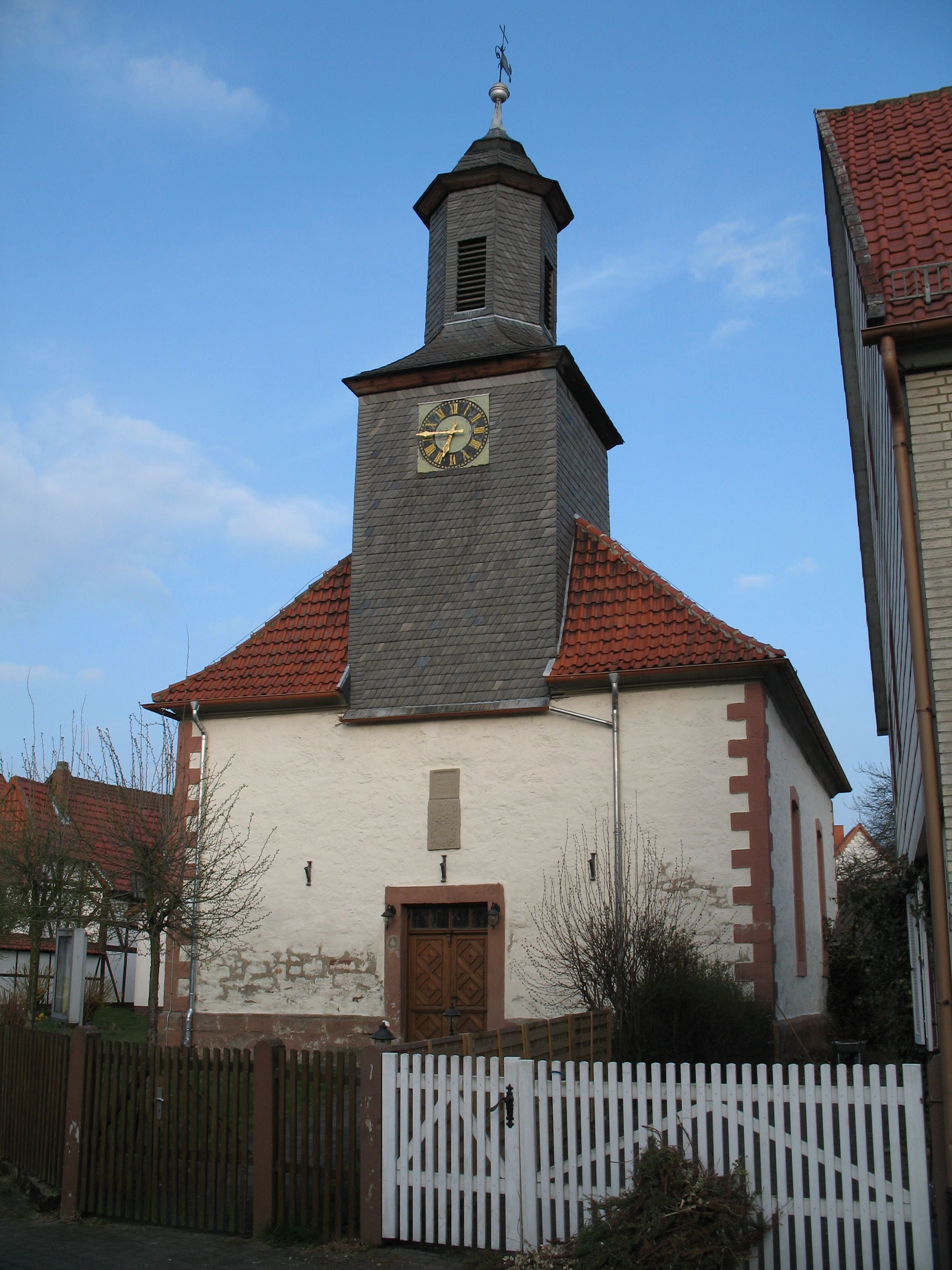
Evangelische Kirche

In Angerstein befindet sich eine evangelisch-reformierte Kirche (Kirchstraße 7, siehe auch „Sehenswürdigkeit“), sie gehört zum Synodalverband Plesse der Evangelisch-reformierten Kirche. Seit 1971 werden von ihr auch die evangelisch-lutherischen Einwohner Angersteins betreut, in den Leitungsgremien der Kirchengemeinde sind beide Konfessionen vertreten.
Die katholische Kirche Zur göttlichen Vorsehung war eine Filialkirche der Pfarrei in Nörten-Hardenberg, 1965–1967 wurde sie erbaut. Ihr Bau war erforderlich geworden, weil sich in Angerstein Einwohner aus Böseckendorf niedergelassen hatten, die 1961 aus der DDR geflohen waren. 2003 erfolgte ihre Profanierung. Das Gebäude wurde der Jugendinitiative Angerstein e. V. überlassen, die in ihm ein Jugendkulturzentrum eingerichtet hat (siehe auch „Kultur“). Heute befindet sich die nächstgelegene katholische Kirche 3 km entfernt in Nörten-Hardenberg.

## Sehenswürdigkeiten
- Evangelisch-reformierte Kirche von 1787 mit Wappen der Landgrafen von Hessen.[5] Sie zeigt sich als ein zweiachsiger Rechtecksaal mit Walmdach. Die Wände besitzen eine Eckquaderung, die segmentbogig geschlossenen Fenster und das einfache, westlich gelegene Rechteckportal setzen sich durch ihre Werksteineinrahmung von der verputzten Wandfläche ab. Ein Wappenstein aus einem Vorgängerbau fand als Spolie oberhalb des Portals seine Wiederverwendung. Ein quadratischer, verschieferter Dachreiter befindet sich auf der Westwand. An seiner westlichen Seite findet sich das Ziffernblatt der Kirchenuhr. Oberhalb dessen schließt ein vorspringendes Traufgesims den quadratischen Teil des Dachreiters ab. Es schließt sich nun das Oktogon zur Laterne an, am Dach wurden in den vier Himmelsrichtungen Schallöffnungen angebracht. Bekrönt wird die Laterne von einer einschwingenden Spitze mit Kugel und Turmhahn.[6]

## Persönlichkeiten
- August Ferdinand Fenner von Fenneberg (1773–1826), kurhessischer Offizier und Landrat